# 黑奧斯特里夫

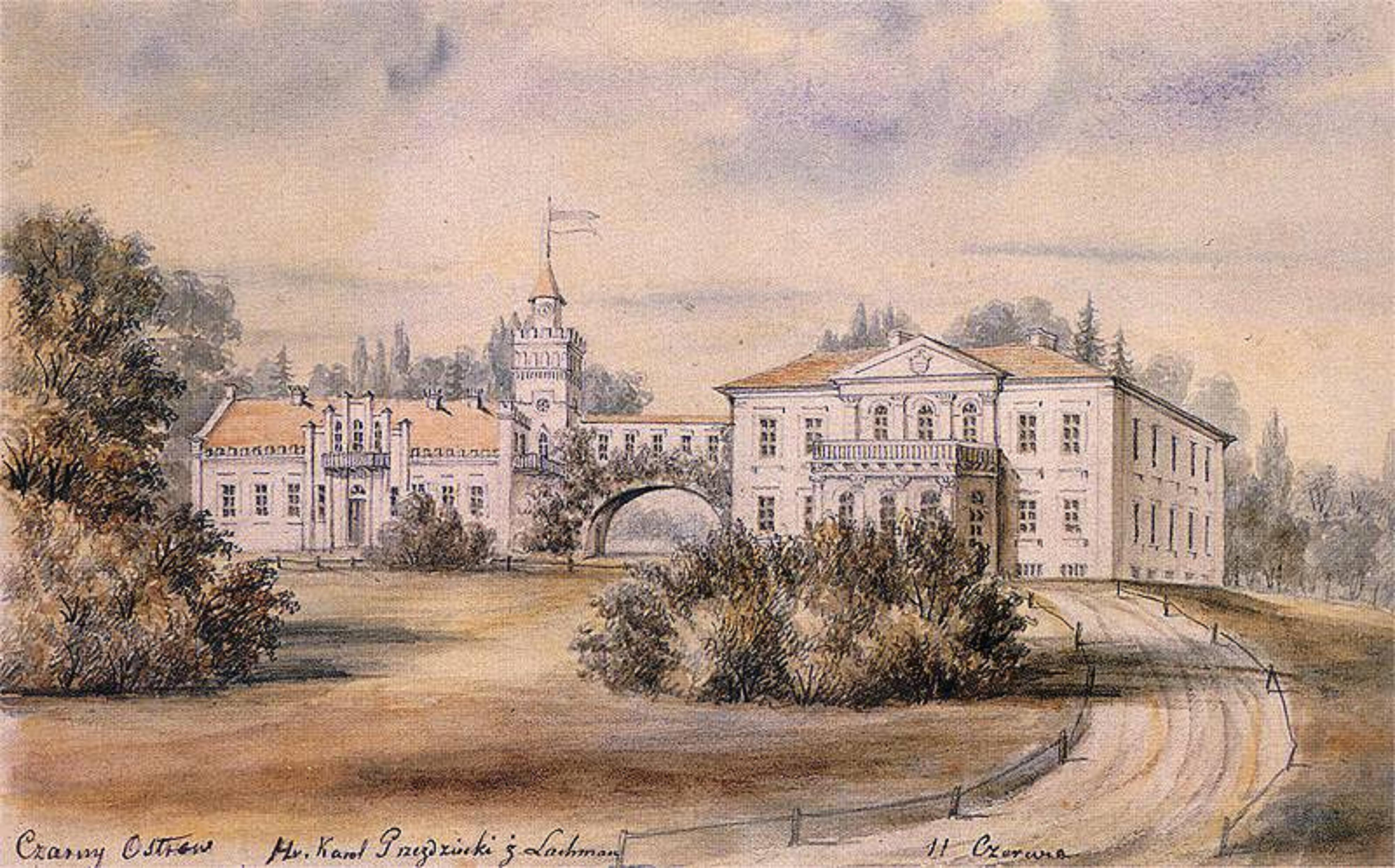

49°30′25″N 26°45′56″E / 49.50694°N 26.76556°E
黑奧斯特里夫（羅馬化：Chornyi Ostriv，直译：「黑島」）是位於烏克蘭西部的鎮，由赫梅利尼茨基州裡赫梅利尼茨基區的黑奧斯特里夫市鎮負責管轄，並為該市鎮的行政中心。該村處於南布格河畔，始建於1366年，面積6.23平方公里，2015年人口983，人口密度每平方公里157.79人。